# Cheilosia plumbiventris
Cheilosia plumbiventris är en tvåvingeart som beskrevs av Enrico Adelelmo Brunetti 1915. Cheilosia plumbiventris ingår i släktet örtblomflugor, och familjen blomflugor. Inga underarter finns listade i Catalogue of Life.